# 日和田山
日和田山（ひわださん）は、埼玉県日高市にある山である。標高305m。奥武蔵の山の一つ。

## 概要
関東百名山に選定され、日高市のシンボルとして親しまれている。最寄駅の高麗駅からガイドブックやPR誌で紹介されているハイキングコースを辿ると、山頂まで女坂約2km、40分で、頂上から新宿の高層ビル群や東京スカイツリーも見える。。
高麗駅方面から金比羅神社へ向かう途中に『男坂』『女坂』と呼ばれる坂道があるが、男坂は急坂できつい岩場となっている。途中、巾着田が眺められたり、金比羅神社そばを通る。
高麗駅方面から日和田山々頂を過ぎ更に道を進むと、高指山、物見山、五常の滝を経て、武蔵横手駅へ続くハイキングコースとなっている。
なお、ハイキングコースに所在する男岩・女岩はロッククライミングの練習場として使われてきたが、これまでに複数の死亡事故が発生していて、現在は登ることが禁止されている。

## 日和田山が舞台に登場する作品
- ヤマノススメ　主人公のあおいとひなたたちが初詣に山頂へ。

## 風景

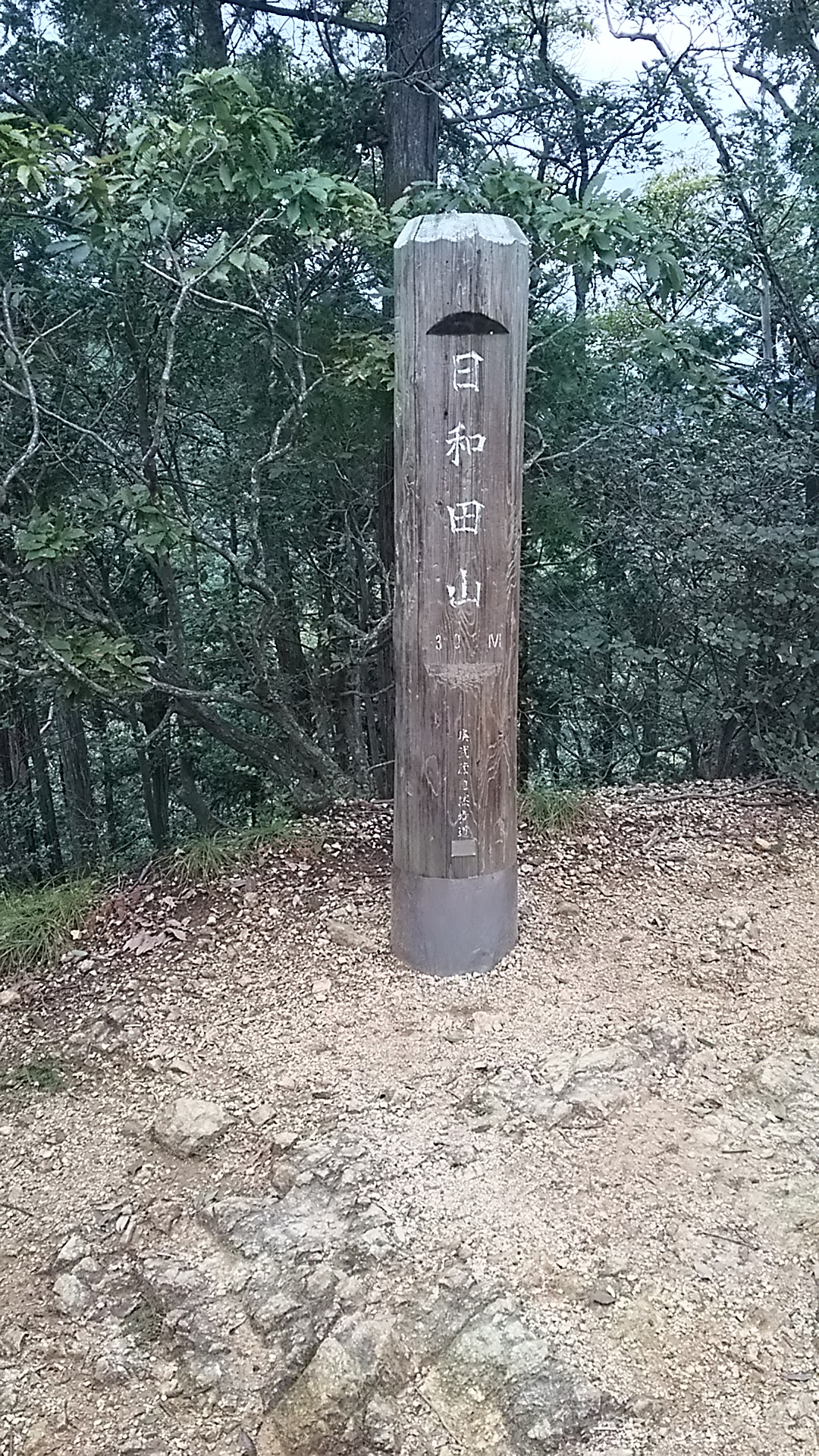
山頂標
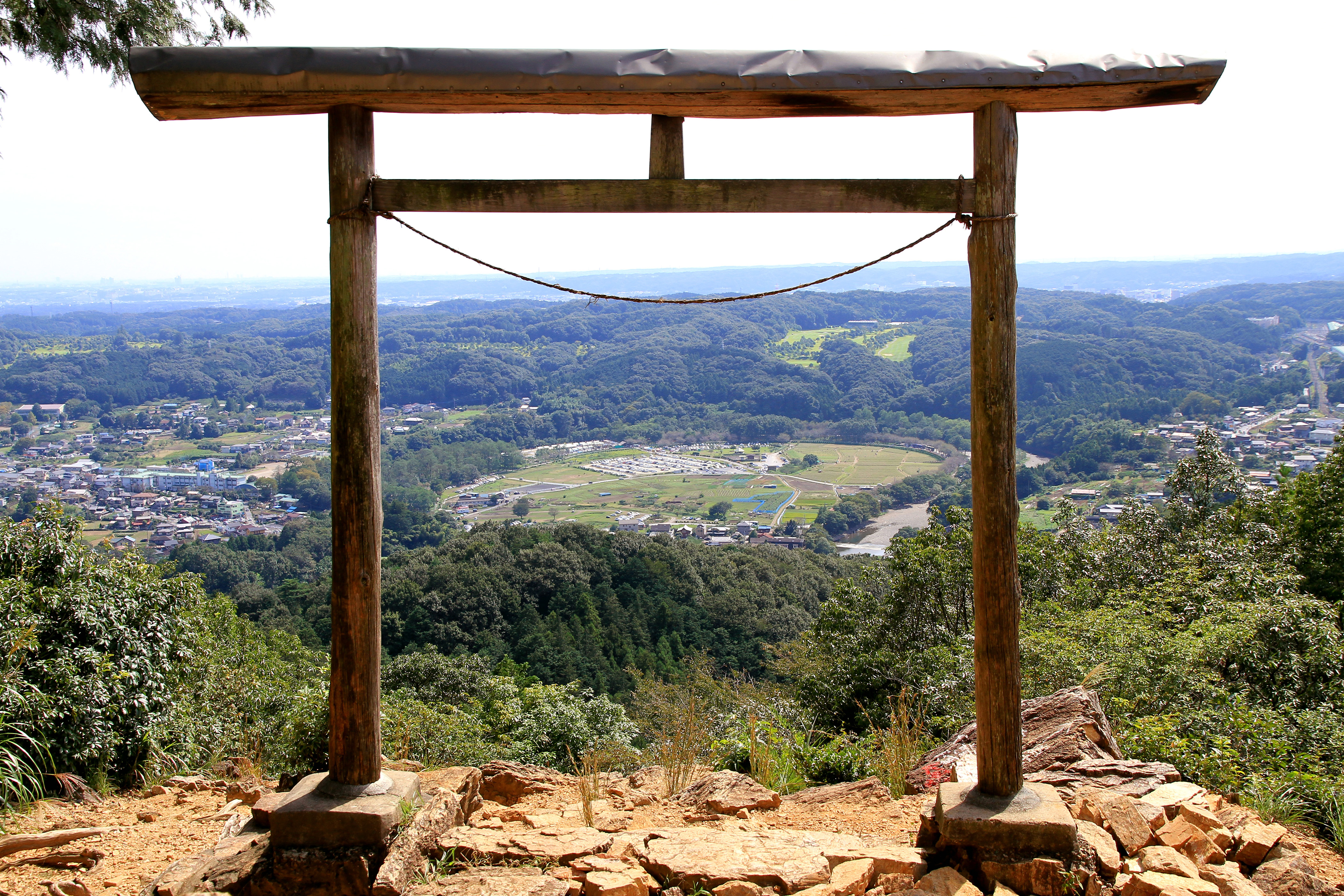
金刀比羅神社の鳥居越しに見る巾着田
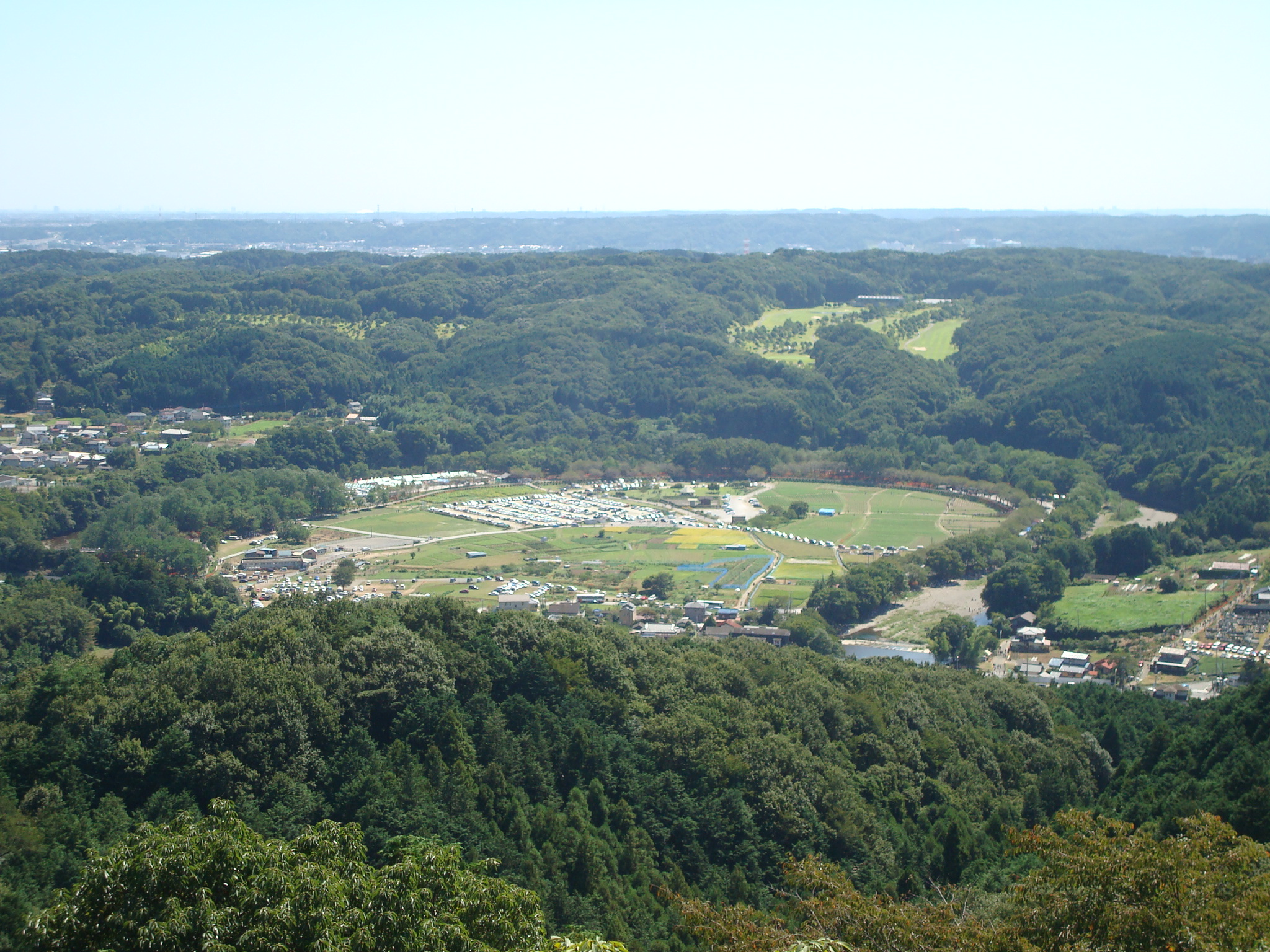
日和田山からの巾着田

### 交通アクセス
- 巾着田有料駐車場から、頂上まで徒歩40分[日 1]
- 西武鉄道高麗駅から、日和田山登山口まで徒歩25分[日 2]
- JR高麗川駅から、日和田山登山口まで徒歩55分[日 2]